# Claire Babineaux-Fontenot
Claire Babineaux-Fontenot (1964, Luisiana) é a diretora executiva da Feeding America, uma organização sem fins lucrativos que funciona como uma rede nacional de mais de 200 bancos de alimentos. Em 2020, apareceu na lista de 100 pessoas mais influentes do ano pela Time.